# Svor (nádraží)
Svor je železniční stanice, která se nachází jihozápadně od centra obce Svor v okrese Česká Lípa. Stanice leží v km 62,192 neelektrizované jednokolejné železniční trati Česká Lípa – Jedlová mezi stanicemi Nový Bor a Jedlová.

## Historie

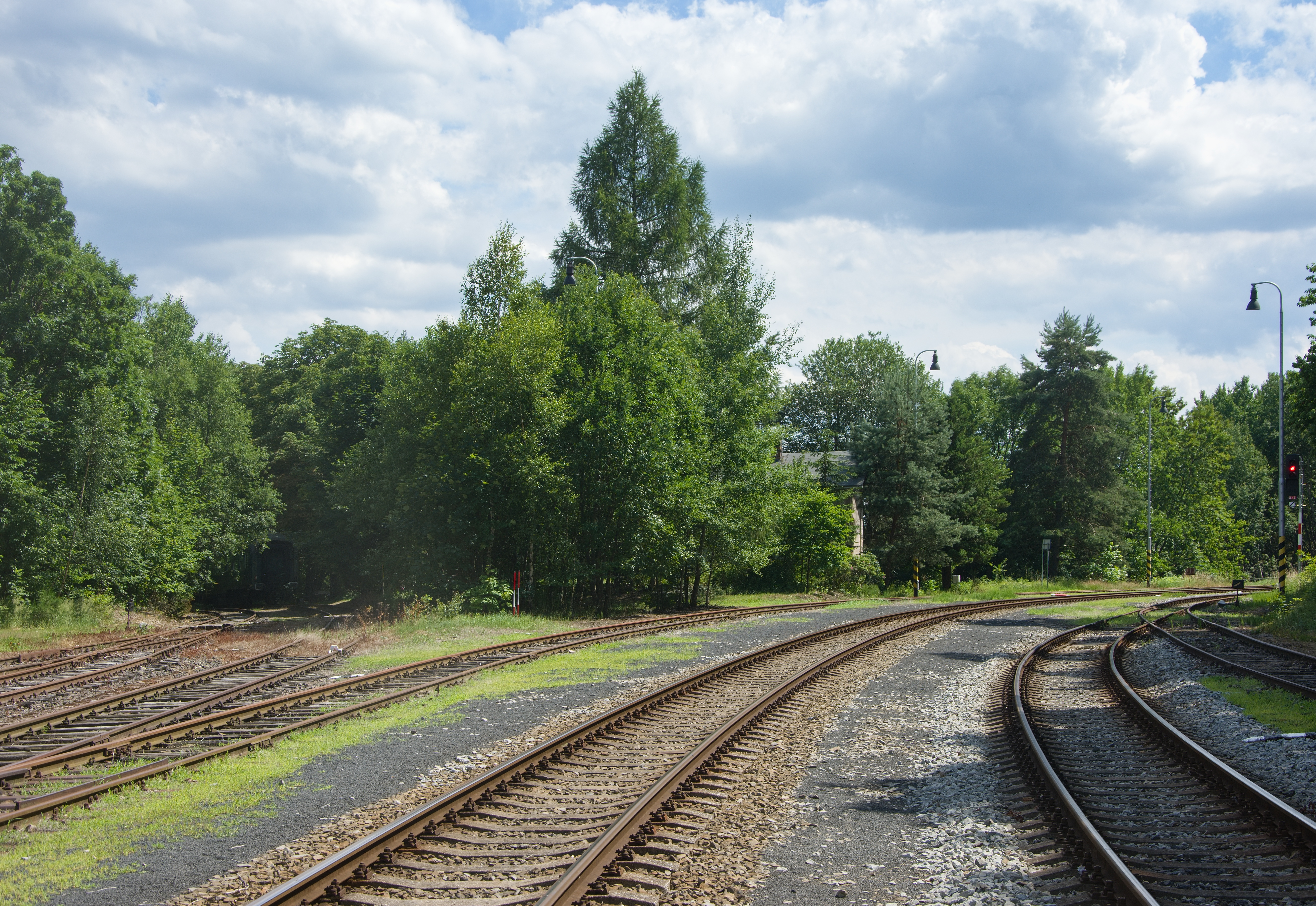
Pohled na koleje směr Cvikov (vlevo) a Nový Bor (vpravo)

Nádraží bylo zprovozněno společností Česká severní dráha (BNB) 16. ledna 1869, tedy současně se zahájením provozu tratě v úseku Česká Lípa – Rumburk. Původní název stanice byl Röhrsdorf-Zwickau (čili česky Svor–Cvikov), neboť sloužila i nedalekému městu Cvikov. Nádražní budova byla přízemní podle typizovaného vzoru projektanta BNB Josefa Pavlovského, už v 70. letech pak bylo dostavěno jedno patro.
1. září 1886 byla zprovozněna odbočná trať ze Svoru do Cvikova, později prodloužená až do Jablonného v Podještědí. Protože postavením nové tratě získal Cvikov vlastní nádraží, byl název stanice zkrácen na Röhrsdorf.
V 90. letech 19. století byla budova rozšířena o boční přístavbu, ale po vzniku ČSD vznikl v roce 1920 návrh na výstavbu nové nádražní budovy, která měla nahradit původní nádražní budovu nacházející se blíže k severnímu zhlaví. Realizován byl až druhý projekt zpracovaný Ministerstvem železnic v roce 1922. Stavbu prováděla firma Ing. Dr. Adolfa Liebschera z Prahy v letech 1923 a 1924. Budova byla postavena ve stylu geometrické moderny, v původním provedení s barevně členěnou fasádou. 
Až do roku 1949 nesla stanice název Röhrsdorf, v letech 1938 až 1945 upravený na Röhrsdorf (Sudetenland), poté se používal název Svor. Na trati do Jablonného byl provoz osobních vlaků zastaven 27. května 1977, trať byla pak snesena a Svor tak přestal být odbočnou stanicí.

## Popis stanice
Stanice je vybavena staničním zabezpečovacím zařízením typu TEST 10, které obsluhuje místně výpravčí z dopravní kanceláře ve výpravní budově. Zabezpečovací zařízení umožňuje zavedení výluky dopravní služby výpravčího. Ve směru na Nový Bor je stanice vybavena skupinovým odjezdovým návěstidlem S2-3, ve směru na Jedlovou je společné odjezdové návěstidl LJ. Stanice je kryta z návazných traťových úseků vjezdovými návěstidly L (od Nového Boru) v km 61,746, z opačného směru pak S v km 62,941. Všechna návěstidla jsou světelná, hlavní návěstidla jsou vybavena světelným indikátorem „Neplatné návěstidlo“.
Ve stanici jsou tři dopravní koleje, při pohledu od budovy je nejdříve kolej č. 2, následuje koleje č. 1 a kolej č. 3, všechny koleje mají užitečnou délku 348 m. Na straně u budovy jsou ještě manipulační koleje č. 4 a 6, které se spojují do koleje 4a, z dopravní koleje odbočuje manipulační kolej č. 2a. Koleje č. 2a a 4a jsou kusé ve směru na zrušenou trať směr Cvikov. Na opačné straně kolejiště jsou manipulační koleje 5 a 5a. Minimálně od roku 2014 jsou všechny manipulační koleje vyloučené z provozu. Všechny výhybky ve stanici jsou ručně přestavované s výjimkou výhybek č. 2 a 11, které jsou vybaveny samovratnými přestavníky. Díky těmto samovratům vlaky od Nového Boru vjíždějí standardně na kolej č. 1, od Jedlové na kolej č. 3.

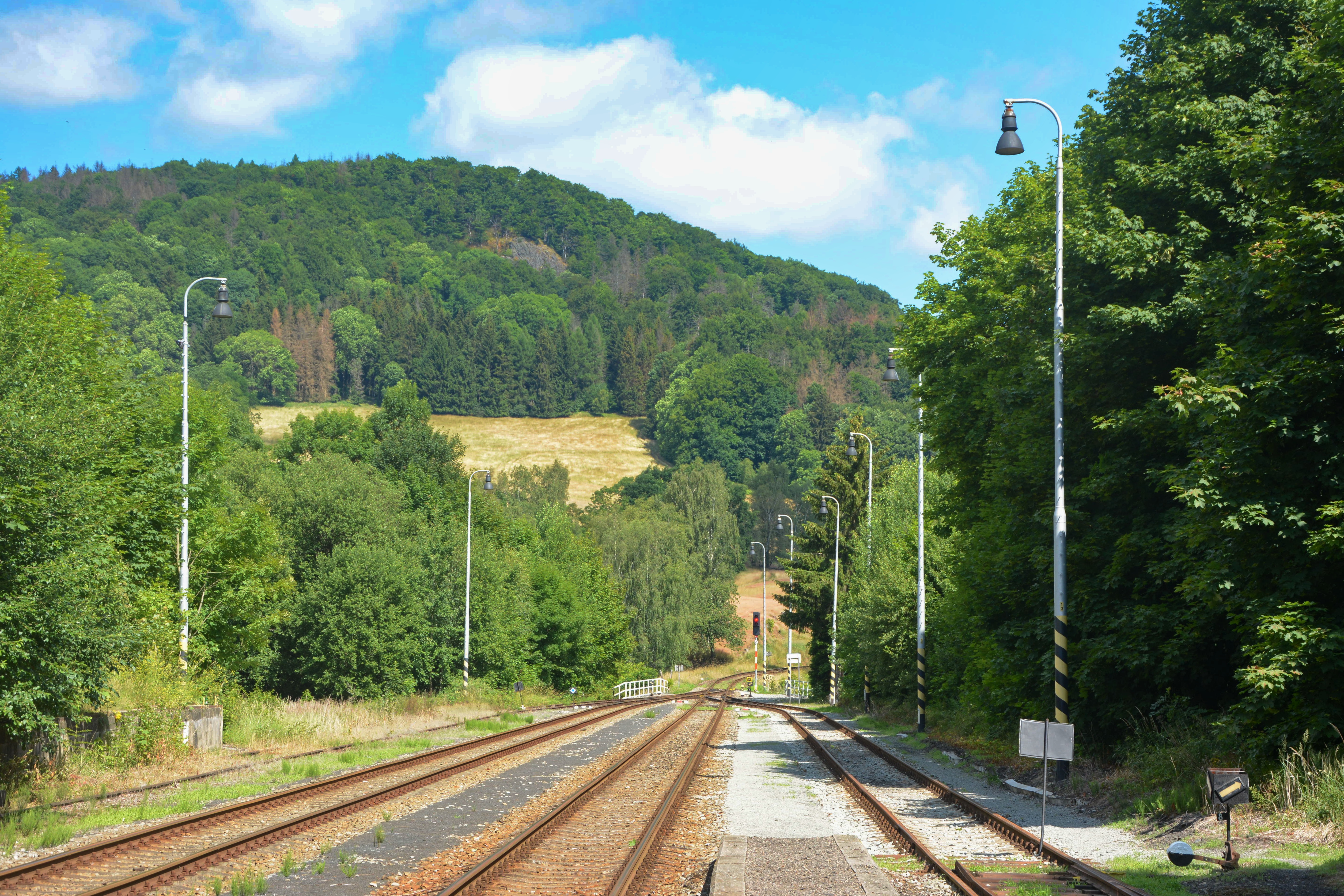
Zhlaví směr Jedlová, v pozadí Rousínovský vrch

Před rokem 2014, když ještě ve stanici nebyly samovratné výhybky, byly výhybky přestavovány výhybkáři ze stavědel u zhlaví (St 1 na novoborském zhlaví a St 2 na opačné straně stanice).
U dopravních kolejí jsou zřízena jednostranná nástupiště: vnitřní sypané nástupiště č. 1 u koleje č. 2 (délka 75 m, výška nástupní hrany 200 mm), následují vnitřní nástupiště č. 2 u koleje č. 1 a nástupiště č. 3 u koleje č. 3 (obě s délkou 75 m a výškou nástupní hrany 200 mm). Přístup na nástupiště je umožněn pomocí úrovňového přechodu přes koleje č. 6, 4, 2 a 1. Před rokem 2014 byla nástupiště ve stanici delší, u kolejí č. 1 a 3 měla délku 140 m.
Jízdy vlaků v obou přilehlých traťových úsecích jsou zabezpečeny pomocí reléového poloautomatického bloku RPB-88. Před rokem 2014 nebyly tyto úseky vybaveny žádným traťovým zabezpečovacím zařízením a jízdy vlaků byly organizovány pomocí telefonického dorozumívání.